# Pellegruppen
Pellegruppen var en sabotagegrupp i Norge under andra världskriget, som kämpade mot den tyska ockupationen. Gruppen leddes av Ragnar Sollie och var aktiv under andra halvan av 1944.
Ragnar "Pelle" Sollie var medlem av Norges Kommunistiska Parti men gruppen var partipolitiskt oberoende.
Pellegruppen var organiserad runt en ledning på tre–fyra personer som hade kontakt med ett varierande antal undergrupper med olika bakgrund och sammansättning, bland annat Ullevål Hageby-gruppen och Losby-gruppen. Sammanlagt omfattade Pellegruppen omkring 100 man. 
Från sin bas, en stuga i Krokskogen, utförde Pellegruppen en rad lyckade aktioner under andra halvan av 1944. Av 16 aktioner är den mest kända sprängningen av sex skepp och en kran på Nylands- och Akers Mekaniska Verkstad i Oslo den 23 november 1944. Denna sabotageaktion anses vara den största och viktigaste i Oslo-området under ockupationen. 
Pellegruppen splittrades vid årsskiftet 1944–1945 efter att flera medlemmar arresterats. Elva medlemmar dömdes till döden och sju avrättades i februari och mars 1945. Av oklara orsaker blev Ragnar Sollies och tre andra medlemmars dödsdomar inställda. Sammanlagt dödades elva medlemmar av gruppen under kriget, nio av dem avrättade efter krigsrätt. Det gällde bland annat fyra unga pojkar i Hageby-gruppen.